# Кирило (Білан)
Єпископ Кирило, (в миру Анатолій Васильович Білан, нар. 15 травня 1975 року, с. Жуківці, Обухівський район, Київська область, Українська РСР, СРСР)  — архієрей Української православної церкви (Московського патріархату), єпископ.
Тезоіменитство — 18 березня (31 березня) в день пам'яті святителя Кирила Єрусалимського.
В 1992 році закінчив Трипільську середню загальноосвітню школу.
1993–1997 роки — навчався у Київській духовній семінарії.
27 березня 1997 року у храмі на честь прп. Феодосія Печерського в Дальніх Печерах Свято-Успенської Києво-Печерської Лаври прийняв чернечий постриг з ім'ям Кирил. Постриг здійснений архімандритом Митрофаном (Юрчуком). 12 квітня того ж року був рукоположений в сан ієродиякона, а наступного дня (13 квітня) — в сан ієромонаха.
Був направлений настоятелем Свято-Миколаївського храму в с. Фасова, Макарівського р-ну, Київської єпархії, окормляв парафію на честь Іоанна Мученика села Людвинівка Макарівського району Київської області. Також був керуючим паломницького відділу Макарівського благочиння, депутатом Макарівської районної ради, членом постійної комісії з благодійництва Макарівської районної ради, членом комісії з благодійності Макарівського і Бишівського благочиній, настоятелем новозбудованого храму на честь ікони Божої Матері «Услишательниця» села Фасова та керівником релігійної громади парафії св. Параскеви с. Соснівка Макарівського району Київської області.
В 1999 році возведений в сан ігумена.
З 2002 року виконувач обов'язків, а з 2004 по 2020 роки — благочинний Макарівського округу.
З 2000 по 2004 рік навчався на заочному відділенні Київської духовної академії. Захистив дипломну роботу на тему: «Трапеза і побут середньовічного монастиря на Русі».
З 2004 по 2006 рік навчався в Ужгородській богословській академії.
В 2006 році возведенний в сан архімандрита.
27 жовтня 2015 року в селі Фасова на місці Микільського приходу і храму на честь ікони Божої Матері «Услишательниця» був утворений жіночий монастир на честь ікони Божої Матері «Услишательниця», фундатором якого став архімандрит Кирило.
18 березня 2020 року, рішенням Священного Синоду Української Православної Церкви (журнал № 15), обраний єпископом Бишівським, вікарієм Київської Митрополії. 20 березня 2020 року відбулося наречення в єпископа. 29 березня 2020 року, у Свято-Троїцькому Хрестовому домовому храмі при резиденції Предстоятеля УПЦ, в Свято-Пантелеімонівському жіночому монастирі у Феофанії за Божественною літургією відбулася єпископська хіротонія в єпископа Бишівського, яку очолив митрополит Київський і всієї України Онуфрій.
31 жовтня 2024 в числі 16 (із 52) правлячих і 15 (із 58) вікарних архієреїв УПЦ МП підписав заяву, в якій засудив анексію Російською Православною церквою Донецької єпархії, зняття її керівника митрополита Іларіона і заміни на росіянина, уродженця Рязанської області Росії, архієрея з Далекого Сходу.

### Нагороди
- наперсний хрест (4.12.1997)
- хрест з прикрасами (2000[3])
- право служіння Божественної Літургії з відкритими Царськими вратами до «Отче наш…» (2010)
- право носіння другого хреста із прикрасами (2016[3])
- право служіння з жезлом (5.10.2017)